# Linsräka
Linsräka (Limnadia lenticularis) är en kräftdjursart som först beskrevs av Carl von Linné 1761.  Linsräka ingår i släktet Limnadia och familjen Limnadiidae. Enligt den svenska rödlistan är arten starkt hotad i Sverige. Arten förekommer i Götaland och Svealand. Artens livsmiljö är våtmarker, sjöar och vattendrag, havsstränder. Inga underarter finns listade i Catalogue of Life.